# Rocade de Montauban
La Rocade de Montauban est le contournement de la ville par l'extrémité Est par le biais de l'autoroute A20, intégralement en 2x2 voies.

## Caractéristiques
Sa longueur est de 17,7 kilomètres et elle comprend 9 sorties. Elle est intégralement gratuite. Dans le sens Paris-Toulouse, la première sortie est Aussonne, et la dernière est Z.A. Bressols. Après avoir passé la sortie  68, la rocade rejoint l'A62 entre la sortie de Castelsarrasin (direction Bordeaux), et de Eurocentre (direction Toulouse).
Son parcours se fait en environ 15 minutes quand le trafic est fluide. Depuis 2011, la vitesse sur la rocade est limitée à 90 km/h.
La construction du contournement ouest de Montauban a débuté en septembre 2009.

## Parcours
- 60 Aussonne : Montauban-Centre, Aussonne, Albias, Rodez par RN, Cahors par RN
- 61 Z.I. Nord : Montauban-Z.I. Nord, Léojac, Nègrepelisse, Saint-Antonin-Noble-Val, Lafrançaise
- 62 Les Chaumes : Montauban-Les Chaumes, Léojac, Monclar-de-Quercy
- 63 Beausoleil : Montauban-Beausoleil, Saint-Nauphary, Lisle-sur-Tarn, Gaillac, Albi
- 64 Sapiac : Montauban-Sapiac, Corbarieu, Villebrumier
- Le Tarn
- 65 Villebourbon : Montauban-Villebourbon, Montech, Castelsarrasin
- 66 Albasud : Bressols, Albasud, Fronton, Villemur-sur-Tarn, Castres
  -  Aire de service Nauze Vert (sens Nord-Sud)
- 67 Z.A. Bressols : Z.A. Bressols
- Échangeur entre A20 et A62 : Toulouse, Bordeaux, Agen
- 68 Montbartier : Toulouse par RD, Verdun-sur-Garonne, Grisolles